# Pont del Forth
Hi ha dos ponts a l'estuari del Forth: el del ferrocarril, i el de la carretera. El pont del ferrocarril és el més antic, el més conegut, i de més interès tecnològic i paisatgístic.
El pont del ferrocarril connecta les dues riberes de l'estuari del riu Forth, a l'est d'Escòcia, i fa la comunicació entre Edimburg i afores amb la regió de Fife. El pont és 2,5 km de llarg. Va ser construït el 1890, i fou en el seu moment un prodigi d'enginyeria.
El 2015, el pont del ferrocarril va ser declarat Patrimoni de la Humanitat per la UNESCO.

## Situació geogràfica

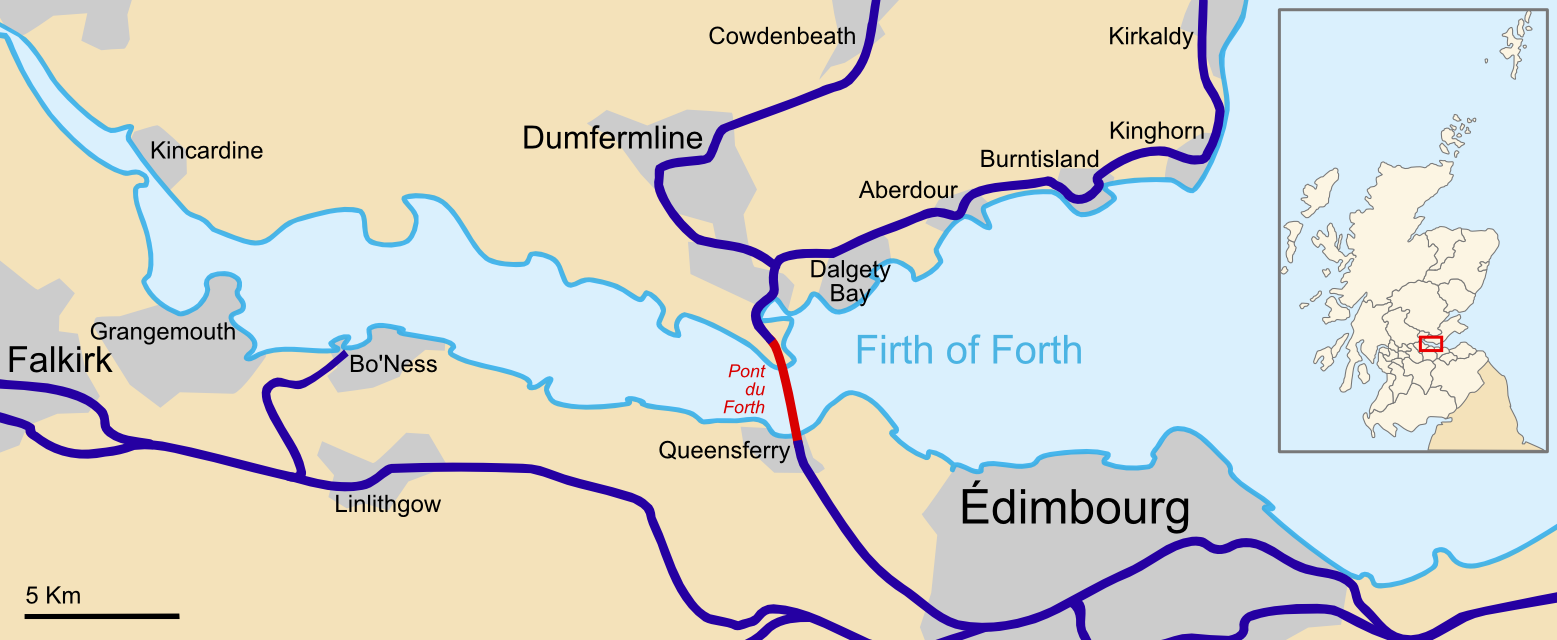
Localització del Pont del Forth en relació amb l'actual xarxa ferroviària.

El pont és a 14 quilòmetres a l'oest d'Edimburg, a la costa est d'Escòcia. Travessa el riu Forth, que divideix Escòcia d'oest a est, entre les ciutats de Queensferry (zona d'Edimburg), a la riba sud, i la de North Queensferry (regió de Fife), a la riba nord, a l'entrada de l'estuari del fiord del Forth. En aquest punt el riu s'estreny i permet aquesta construcció, malgrat que hi és molt profund: entre els 60 i els 65 metres, el que és superior a la del mar del Nord on desemboca. Feia menester un pont amb un nombre limitat de pilastres revoltons llargs, com que la tecnologia de l'època tenia grans dificultats per a construir-ne a tal profunditat.

## Història

### Abans del pont
A partir del segle xii, es va establir un ferri entre Queensferry i el port de North Queensferry, que utilitzava promontoris naturals com a molls. Pels volts del 1760 aquest ferri era el més actiu del Regne Unit, tot i que els usuaris consideraven que era «lent, incòmode i perillós». El 1808 es va decidir de modernitzar el sistema de transbordadors sota la direcció de l'enginyer John Rennie, que va construir uns espigons que permetien d'embarcar independentment de la marea i, per tant, augmentar les connexions.
No obstant això, el desenvolupament del transport ferroviari, van fer necessària la construcció d'un pont. El sistema de transbordament de trens per ferri, inaugurat el 1805 entre Granton i Burntisland, no abastava a la capacitat necessària.

### Els diferents projectes
El 1818, James Anderson va presentar un primer projecte de pont suspès, que es va abandonar a causa de la lleugeresa de l'estructura proposada que en feia témer l'esfondrament. Encara el 1890 es deia d'aquest projecte d'Anderson que l'estructura del pont hauria estat «tan fina que amb prou feines s'hagués pogut veure en mal temps i que després d'una forta ràfega de vent ja no s'hauria vist més, ni tan sols un dia de bon temps».
No va ser fins cinquanta-cinc anys més tard que es va crear la Forth Bridge Railway Company, una empresa ferroviària creada amb per a construir un pont sobre el Forth), perquè els trens de les companyies ferroviàries de la costa est ja no haguessin de demanar préstecs a les línies de la competidora Caledonian Railway. La Forth Bridge Railway Company va triar el projecte de pont suspès de Sir Thomas Bouch, que una comissió d'enginyers va aprovar. Les obres de construcció tanmateix no van commençar de seguida, com que la companyia North British, pertanyent al mateix consorci, estava construint el pont sobre el Tay, també dissenyat per Bouch, i no hi havia prou de liquiditat.
La primera pedra es va posar finalment la primavera de 1879 a Inchgarvie. Però el 28 de desembre de 1879, un huracà va causar la catàstrofe ferroviària del pont del Tay, que es va esfondrar i hi van morir setanta-cinc persones. La comissió encarregada de la investigació va atribuir la catàstrofe a una fragilitat excessiva de la coberta debuda a un error de càlcul del dissenyador, Thomas Bouch. Les obres del pont de Forth es van aturar immediatament per por que l'error s'hi repetís.

### Construcció del pont actual

El pont en construcció, les pilastres del qual es troben gairebé a la seva alçada màxima.

Després de la suspensió del projecte Bouch, la Forth Bridge Railway Company va reunir els seus enginyers el 1880 per mirar de traçar una nova estratègia. Un any més tard, el maig de 1881, John Fowler i Benjamin Baker van presentar els plans d'un pont en voladís, extremadament robust i especialment dissenyat per suportar els vents més forts i així evitar una altra catàstrofe com la del pont del Tay. Després de rebre l'aprovació de l'empresa, es van enviar al Parlament que va atorgar l'autorització oficial el juliol de 1882.
L'obra va començar amb la construcció dels tres caixons destinats a suportar els voladissos. Al cap de cinc anys, el 1887, s'havien construït els tres braços en voladís i només calia connectar-los, una operació delicada i que requeria molt de temps a causa de les males condicions meteorològiques. Finalment, el 4 de març de 1890, dos trens llargs de més de 300 metres i amb un pes de gairebé 900 tones, compostos per una locomotora que arrossegava cinquanta vagons, van creuar el pont de costa a costa (de sud a nord).
Per a la construcció, van caldre més de 58.000 tones d'acer, 6,5 milions de reblons, 20.950 metres cúbics de granit, 49.200 metres cúbics de còdols i 21.350 tones de ciment. Quatre mil obrers van treballar-hi durant gairebé vuit anys, dels quals cinquanta-set hi van morir malgrat les mesures de seguretat. Tot plegat amb un cost de 3,2 milions de lliures del moment, el que equival a uns 235 milions de lliures esterlines del 2000 (347 milions d'euros).

### Inauguració
El 4 de març de 1890, el príncep de Gal·les, futur Eduard VII, en va cargolar l'últim rebló, colat en or per a l'ocasió, inaugurant d'aquesta manera l'obra. Hi eren presents el seu fill, el futur rei Jordi V, el duc d'Edimburg, nombrosos diputats i alguns representants d'empreses ferroviàries estrangeres: Gustave Eiffel i Fiódor Fiódorovitx Màrtens hi eren.
Aleshores es va ser el pont en mènsula més llarg del món i va marcar un punt d'inflexió en la història de la construcció d'acer.

## Característiques

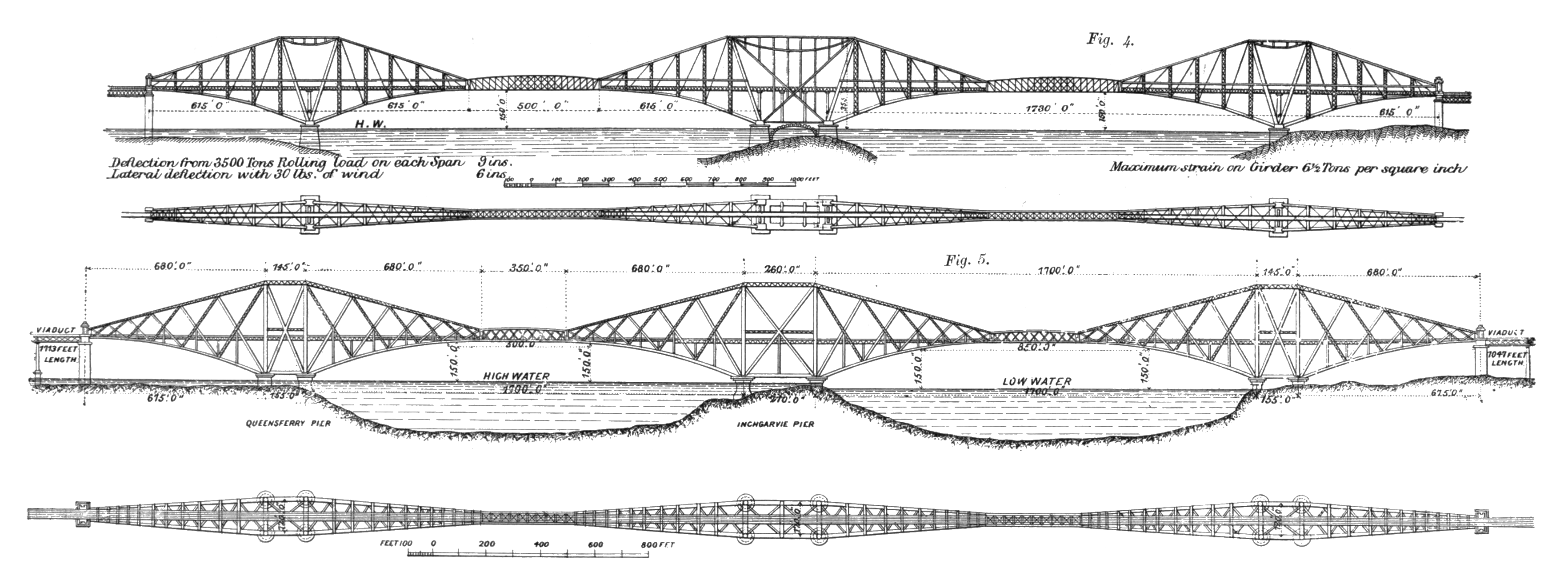
Disseny del pont del Forth.Original (a sobre) i final (a sota).

Aquest pont, que mesura un total de 2.528 metres, és en realitat un conjunt de dos ponts de mènsula acoblats. És un estructura gegantina triangulada en gelosia. Està compost de quinze petits arcs de 51 metres cadascun (deu al sud i cinc al nord), dos arcs laterals de 207 m i dos arcs principals de 521 metres. Cada arc principal està format per dos braços voladissos de 207 m que suporten la biga central del pont (106 m), situada 46 m per sobre de l'aigua en marea alta. Les tres torres que suporten la volada tenen una alçada de 104 m i reposen en caixes de 27 m de profunditat, parcialment construïdes gràcies a l'aire comprimit.
L'ús d'una estructura en voladís no era una novetat. Tanmateix van ser avenços significatius la mida de l'obra de Baker que va requerir càlculs excepcionals, que incloïen la pressió o influència del vent o la influència de la temperatura sobre la rigidesa del pont. Aquesta obra va permetre la realització d'altres estructures de disseny similar a tot el món, com ara el pont de Quebec.

## Trànsit ferroviari
L'any 2000 van circular pel pont 54.080 trens de passatgers i 6.240 trens de mercaderies, que representa una càrrega total superior a 10,5 milions de tones. Aquestes xifres es poden comparar a les del 1894, amb 26.451 trens de passatgers i 18.777 trens de mercaderies, amb una càrrega acumulada total de 7,5 milions de tones.
De mitjana, doncs, hi circulen al voltant de 150 a 200 trens diaris. Des del 1930, només ha calgut tancar el pont en quatre ocasions, i van ser uns caps de setmana del 2003 per a feines de pintura.
El pont té un límit de velocitat de 80 km/h per a trens d'alta velocitat i unitats múltiples de gasoil, de 64 km/h per a trens de passatgers normals i de 48 km/h per a trens de mercaderies.